# Rhododendron capellae
Rhododendron capellae är en ljungväxtart som beskrevs av P. Kores. Rhododendron capellae ingår i släktet rododendron, och familjen ljungväxter. Inga underarter finns listade i Catalogue of Life.